# Данилов, Валентин Владимирович
Валентин Владимирович Данилов (р. 25 августа 1948) — бывший директор теплофизического центра КГТУ, известный в России специалист по космической плазме, кандидат физико-математических наук. Приговорён в ноябре 2004 года судом к 14 годам лишения свободы с отбыванием срока в колонии строгого режима за шпионаж в пользу Китая. Дело Данилова было одним из наиболее громких процессов над учёными во время президентства В. Путина. Условно-досрочно освобождён 24 ноября 2012 года по решению суда от 13 ноября. В декабре 2020 года Европейский суд по правам человека обязал Россию выплатить физику 21 тыс. евро.

## Дело Данилова
Валентин Данилов — физик из Красноярска, которого ФСБ обвинила в разглашении государственной тайны. Региональное управление ФСБ по Красноярскому краю обвинило его в измене Родине. По оценке ФСБ, Данилов передал Китаю сведения, благодаря которым КНР примерно на 15 лет сократила срок создания собственной военно-космической группировки с высокой степенью защищённости. Некоторые источники считают, что преследование Валентина Данилова стало ярким примером произвола российских спецслужб, неправосудия судебной власти и проходило с серьёзными нарушениями процессуального кодекса. Дело широко освещалось в СМИ.
Дело физика Данилова началось в 1999 году. Будучи тогда директором теплофизического центра Красноярского государственного технического университета, Валентин Данилов, по заказу китайской стороны, занимался изготовлением испытательного стенда, на котором можно моделировать воздействие космического пространства на искусственные спутники Земли, в рамках договора между университетом и «Всекитайской экспортно-импортной компанией точного машиностроения» на изготовление этого испытательного стенда и на разработку его программного обеспечения.
Позже учёный был обвинён красноярским УФСБ в шпионаже в пользу Китая. По данным ФСБ, при подготовке технического задания использовались секретные материалы предыдущих разработок и, кроме того, в качестве аванса по договору китайская сторона перечислила университету $36 тыс., которые учёный частично обналичил через московские фирмы. По данным защиты, секретность со старых разработок была снята их заказчиком.
Обвинение против Данилова выдвинуло также руководство университета, заявив о пропаже денег (466 тысяч рублей), предназначенных для закупки комплектующих для изготовления стенда.

## Суд над Даниловым
Данилов был арестован летом 2001 года. В следственном изоляторе он отсидел 19 месяцев.
В октябре 2002 года дело было передано в краевой суд Красноярска. В начале февраля 2003 года судебная коллегия Верховного суда России вернула дело Данилова в краевую прокуратуру для конкретизации обвинения.
7 марта 2003 года новое заключение было передано прокуратурой в Красноярский краевой суд, однако уже через два месяца суд во второй раз вернул материалы на доработку в прокуратуру, после чего прокуратура подала жалобу в Верховный суд РФ. Тот постановил снова вернуть дело в суд без каких-либо изменений.
1 сентября 2003 года Красноярский краевой суд возобновил слушания по делу Данилова, а 3 сентября удовлетворил ходатайство защиты о привлечении к рассмотрению дела суда присяжных.

### Критика обвинений против Данилова
Данилов был обвинён ФСБ в разглашении государственной тайны. Однако эксперты из Академии наук, а также Центральный научно-исследовательский институт машиностроения, дали заключение, что данные, распространённые Даниловым, не являются секретными. В Институте космических исследований также подтвердили то, что информация, распространённая Даниловым, уже 10 лет как не является секретной. Академик Эдуард Кругляков, заместитель директора Института ядерной физики им. Г. И. Будкера, заведующий кафедрой физики плазмы в НГУ, также дал отрицательный ответ о наличии секретов.

### Оправдание Данилова судом присяжных. Первый суд
27 декабря 2003 года в Красноярском краевом суде присяжные полностью оправдали Валентина Данилова, обвинённого в государственной измене в форме шпионажа (ст. 275 УК РФ) и мошенничестве (ст. 159 УК РФ). За невиновность Данилова по всем пунктам обвинения проголосовали 8 из 12 заседателей.

### Процессуальные нарушения на втором суде. Приговор
После оправдания Данилова[когда?], Верховный Суд по обращению Генеральной прокуратуры вернул дело обратно по процессуальным причинам и признал решение первого суда присяжных нелегитимным.
После этого[когда?] был собран второй суд присяжных, причём присяжные были выбраны не из основного состава, а из вторичного, список которого не был опубликован в печати. Ответственный секретарь Комитета защиты учёных Эрнст Исаакович Чёрный заявил, что многие присяжные из вторичного состава так или иначе были связаны с властными структурами.
Присяжным был задан вопрос: передавал ли учёный Данилов какие-либо сведения (вопроса о секретности или не секретности сведений не было) китайской стороне или нет? Вопрос, виновен ли подсудимый, или невиновен, не выносился на рассмотрение суда присяжных, что также является нарушением процессуального кодекса.

## Реакция правозащитных организаций
Известные российские правозащитники и академики, в том числе Нобелевский лауреат 2003 года физик Виталий Гинзбург призывали к оправданию Валентина Данилова. Правозащитники заявляли, что в России должно прекратиться преследование учёных и поиски шпионов среди добропорядочных граждан. Академики и учёные даже собирались выступить в качестве экспертов перед присяжными, но им в этом было отказано.
20 июня 2005 года, адвокаты физика подали жалобу в Европейский суд по правам человека в Страсбурге.
Российская оппозиция и «Союз солидарности с политзаключёнными» считает Валентина Данилова политзаключённым.

### Акции в поддержку Данилова
- 14 июня 2005 года, общественный комитет защиты учёных направил Президенту России открытое обращение с призывом вновь рассмотреть просьбу о помиловании Данилова и Игоря Сутягина.
- В Красноярском крае в начале 2006 года началась акция «Напиши письмо физику Валентину Данилову». Организаторами акции выступила «Коалиция общественных организаций Красноярска», состоящая из представителей «Общества добропорядочных граждан», Народно-трудового союза российских солидаристов, Федерации профсоюзов Красноярского края, «Красноярского экосоюза» и ряда правозащитных организаций.
- 8 июня 2006 года Председатель общественной палаты по общественному контролю за деятельностью правоохранительных органов, силовых структур и реформированием судебно-правовой системы палаты Анатолий Кучерена и адвокат Генри Резник по итогам заседания заявили, что намерены от имени комиссии послать президенту Владимиру Путину прошение о помиловании осуждённых учёных Владимира Данилова и Игоря Сутягина. Но в июне 2007 года президент Путин отказал в помиловании учёных Игоря Сутягина и Валентина Данилова[14].
- Письмо академиков РАН Виталия Гинзбурга и Юрия Рыжова Генеральному прокурору Российской Федерации Юрию Чайке по делам Данилова и Игоря Сутягина[15].
- В сентябре 2011 года Общественный комитет защиты учёных, при поддержке «Фонда защиты гласности» и редакции «Новой газеты», объявил о сборе денег в поддержку условно-досрочного освобождения (УДО) Валентина Владимировича Данилов[16]а.

Дело Данилова не раз обсуждалось на международных научных конференциях и симпозиумах.

## Освобождение по УДО
13 ноября 2012 года Советский районный суд Красноярска удовлетворил ходатайство об условно-досрочном освобождении Валентина Данилова, и 24 ноября того же года он вышел на свободу.

## Решение ЕСПЧ
В ноябре 2020 года Европейский суд по правам человека (ЕСПЧ) признал, что Россия нарушила право Данилова на справедливое судебное разбирательство. Рассмотрение дела заняло 16 лет. ЕСПЧ признал обвинительный приговор суда по делу Данилова юридически ничтожным. По решению суда власти России должны выплатить ученому 21,1 тысячи евро.